# 井宮町
井宮町（いのみやちょう）は静岡県静岡市葵区にある町名。郵便番号は420-0001。住居表示は未実施。かつての駿河国安倍郡安西井宮村にあたる。

## 概要
静岡市街地北側にある賤機山の西麓に位置する。
当初この地は安倍川の氾濫原に含まれていたが、川が氾濫して賤機山山麓の土砂を削らないようにするため、現在の瑞龍寺付近に大量の蛇籠を置いたことから「籠鼻（かごはな）」と呼ばれていた。江戸時代初期に徳川家康が河川改修をして安倍川の流れをより西方に付け替えたため（藁科川に合流）、水の来なくなった河原に「安西井宮村」が開拓された。
江戸時代の安西井宮村ではウリが生産され、毎年5月にシロウリ2籠、6月に熟瓜2籠が江戸城に納められていたという。
1888年（明治21年）に町村制が制定されると、安西井宮村は1889年（明治22年）4月に同制が施行され、周辺8ヶ村とともに南賤機村を編成した。そののち南賤機村は、1909年（明治42年）7月に旧安西井宮村を含む一部地域が静岡市に分割編入され、残りの地域は北賤機村と合併して賤機村となった。その後、旧安西井宮村域は1924年（大正13年）4月1日に静岡市井宮町と改称した。名の由来は、村社である井宮神社に因るとされる。

## 名所・旧跡
- 井宮神社-村社。妙見神社（お妙見さん）ともいわれる。
- 瑞龍寺-朝日姫（豊臣秀吉の妹にして徳川家康の妻）の墓所。
- 大応国師産湯の井-大応国師こと南浦紹明の出生地。
- 松樹院-松平忠明の墓所。
- 薩摩土手-徳川家康が安倍川の氾濫から駿府の街を守るため、江戸時代初期の天下普請で造らせた堤防。井宮町とその北側の籠上との境目となっている。2017年（平成29年）に土木学会選奨土木遺産に認定された[5]。
- 安倍鉄道井ノ宮駅 - 大正から昭和初期まで運行していた鉄道の始発駅。山岡鉄舟屋敷跡（現・葵区水道町）の南東あたりにあった。

## 小・中学校の学区
市立小・中学校に通う場合、学区は以下のとおりとなる。
| 全域   | 小学校             | 中学校             |
| ------ | ------------------ | ------------------ |
| 井宮町 | 静岡市立安西小学校 | 静岡市立末広中学校 |